# VanhaerentsArtCollection

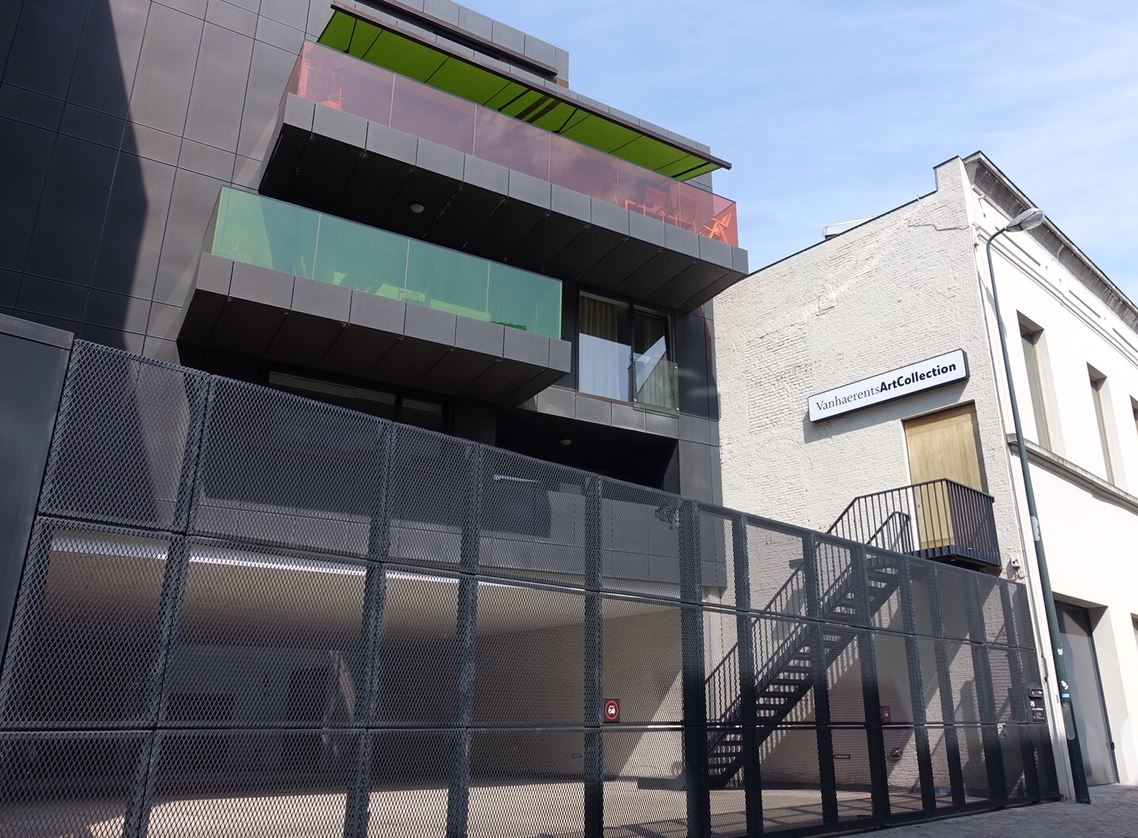
VanhaerentsArtCollection in Brussel

De VanhaerentsArtCollection is een private hedendaagse kunstverzameling van de familie Vanhaerents gehuisvest in de Dansaertwijk in Brussel. De collectie werd oorspronkelijk opgericht door Walter Vanhaerents eind de jaren 1970 en omvat hedendaagse kunstwerken gedateerd vanaf de jaren '70 tot heden in uiteenlopende media zoals schilderkunst, beeldhouwkunst, fotografie, videokunst en installatiekunst. De collectie ging open voor het publiek in maart 2007.

## Situering
De collectie is ondergebracht in een voormalig pakhuis uit 1926 met een oppervlakte van 3500 vierkante meter verspreid over drie verdiepingen. Het gebouw werd gerenoveerd door het Belgisch architectenbureau Robbrecht & Daem. Sinds 2018 combineert de VanhaerentsArtCollection de tentoonstellingsruimte met een toondepot. Om de kunstwerken beter te kunnen stockeren en conserveren werd ook een schilderijdepot met mobiele rekken in een voormalige opslagruimte gebouwd. De open opslagruimte leunt aan bij het concept van Het Schaulauger museum in Basel-Landschaft.

## Tentoonstellingen
- Disorder in the House (16 maart 2017 - 27 juni 2010) in de VanhaerentsArtCollection (Brussel).[5] Inaugurele groepstentoonstelling gecureerd door Walter Vanhaerents met werk van: Doug Aitken, David Altmejd, Chico Aoshima, Matthew Barney, Thomas Demand, Urs Fischer, Andrea Fraser, Peter Friedl, Tom Friedman, Katharina Fritsch, Mark Handforth, Paul McCarthy, Jin Meyerson, Mariko Mori, Takashi Murakami, Yoshitomo Nara, Bruce Nauman, Paul Pfeiffer, Tim Noble & Sue Webster, Jack Pierson, Tobias Rehberger, Daniel Richter, Jason Rhoades, Ugo Rondinone, Tom Sachs, Michael Sailstorfer, Markus Shinwald, Francesco Vezzoli, Banks Violette en Christoper Wool.   De groepstentoonstelling werd aangevuld met een solo tentoonstelling van Mark Handforth in de Project Space.
- Sympathy for the Devil (30 april 2011 - 30 november 2013) in de VanhaerentsArtCollection (Brussel) [6]   Groepstentoonstelling gecureerd door Walter Vanhaerents, Pierre-Olivier Rollin en assistent curator Vincent Verbist met werk van: Hamra Abbas, David Adamo, Christian Boltanski, James Lee Byars, Wim Delvoye, Nick Ervinck, Urs Fischer, Barnaby Furnas, Anna Gaskell, Kendell Geers, Antony Gormley, Mark Handforth, He Sen, He Wenjue, Jenny Holzer, Matthew Day Jackson, Barbara Kruger, Gabriel Kuri, Terence Koh, Claude Lévêque, Nathan Mabry, Steve McQueen, Mario Merz, Jean-Luc Moerman, Yasumasa Morimura, Farhad Moshiri, Bruce Nauman, Ugo Rondinone, Christoph Schmidberger, Sudarshan Shetty, Yinka Shonibare, Johan Tahon en Wang Du.  De groepstentoonstelling werd aangevuld met solo tentoonstellingen: Colossi van David Altmejd en The Feast of Trimalchio van AES+F in de Project Space.
- Man in the Mirror (21 mei 2014 - 18 oktober 2017) in de VanhaerentsArtCollection (Brussel) [7]  Groepstentoonstelling gecureerd door Walter Vanhaerents, Emma Dexter en assistent curator Vincent Verbist met werk van: Franz Ackermann, Darren Almond, David Altmejd, Matthew Barney, James Lee Byars, Jan de Cock, Michael DeLucia, Elmgreen & Dragset, Teresita Fernández, Peter Friedl, Peter Halley, Mark Handforth, Gregor Hildebrandt, Alex Hubbard, Rashid Johnson, Isaac Julien, Joseph Kosuth, Glenn Ligon, Meuser, Haroon Mirza, Dave Muller, Iván Navarro, TJ Norris, Jorge Pardo, Philippe Parreno, Michelangelo Pistoletto, Ugo Rondinone, Sterling Ruby, Thomas Ruff, Tomás Saraceno, Ryan Sullivan, Bill Viola, Cosima von Bonin, Cerith Wyn Evans en Haegue Yang.   De groepstentoonstelling werd aangevuld met solo tentoonstellingen: Marilyn van Philippe Parreno en Many Suns and Worlds van Tomás Saraceno in de Project Space.
- Heartbreak Hotel (6 mei - 15 september 2015)  in Zuecca Project Space (Venetië)[8]   Groepstentoonstelling gecureerd door Walter Vanhaerents voor de 56ste Biënnale van Venetië met werk van: Sam Falls, Katharina Fritsch, Matthew Day Jackson, Bruce Nauman, Ugo Rondinone, Markus Schinwald, Cindy Sherman, Yinka Shonibare, Lucien Smith, Nick van Woert, Joana Vasconcelos, Bill Viola en Andy Warhol.
- The Death of James Lee Byars in dialogue with Zad Moultaka (11 mei - 24 november 2019) in Chiesa di Santa Maria della Visitazione (Venetië)[9]   Tentoonstelling gecureerd door Walter Vanhaerents als deel van Collateral Events voor de 58ste Biënnale van Venetië met werk van James Lee Byars en Zad Moultaka.
- Viewing Depot EXH#01 (20 november 2018 - 31 december 2020) in de VanhaerentsArtCollection (Brussel) [10][11]   Groepstentoonstelling gecureerd door de VanhaerentsArtCollection met werk van: Hamra Abbas, David Altmejd, Jean-Marie Appriou, Korakrit Arunanondchai, Christian Boltanski, James Casebere, Jeff Elrod, Sam Falls, Sylvie Fleury, Mark Handforth, Federico Herrero, David Hockney, James Hopkins, Marguerite Humeau, Matthew Day Jackson, Paul McCarthy, Allan McCollum, MR, Matt Mullican, Bruce Nauman, Albert Oehlen, Ugo Rondinone, Sudarshan Shetty, Lucien Smith, Nick van Woert, Francesco Vezzoli, Danh Vō en Franz West.
- Viewing Depot EXH#02 - SPOTLIGHT (1 september 2021 - heden) in de VanhaerentsArtCollection (Brussel)   Groepstentoonstelling gecureerd door de VanhaerentsArtCollection met werk van: David Altmejd, Zhang Huan, Matthew Day Jackson, Barti Kher, Allan McCollum, Bruce Nauman, Karl Philips, Jason Rhoades, Ugo Rondinone, Danh Vō, Peter Friedl, Barbara Kruger, Brad Kahlhamer, Joy Labinjo, Tomás Saraceno, Kehinde Wiley, Wade Guyton, Rudolf Stingel, Iván Navarro, Paul McCarthy, Korakrit Arunanonchai, Vaughn Spann, Ai Weiwei, Lorna Simpson, Michael Sailstorfer, Takashi Murakami, Mariko Mori, Mark Handforth, MR, Anne Imhof, Sarah Morris, Marguerite Humeau, Franz West en Kris Martin.   De groepstentoonstelling wordt aangevuld met SPOTLIGHT die werk tentoonstelt van o.a. Derrick Adams, Derek Fordjour, Joy Labinjo, Gerald Lovell, Emmanuel Taku, Titus Kaphar, Lorna Simpson, Vaughn Spann en Kehinde Wiley. SPOTLIGHT legt nadruk op het werk van jonge Afrikaanse en Afro-Amerikaanse kunstenaars.[12]

## Samenwerkingen
De VanhaerentsArtCollection heeft samengewerkt met het Guggenheim Museum, Schauwerk Sindelfingen, Qatar Museum, Palazzo Strozzi, MONA en de Biënnale van Venetië.